# Куцель, Феликс Петрович
Фе́ликс Петро́вич Ку́цель (10 октября 1945, Грозный — 18 апреля 2000, Георгиевск, Ставропольский край) — советский самбист и дзюдоист, мастер спорта СССР по самбо, Заслуженный тренер СССР по дзюдо (1991).

## Биография
Родился 10 октября 1945 года в Грозном. Занимался самбо и дзюдо, стал мастером спорта. Продолжению спортивной карьеры помешала серьёзная травма. Тогда он перешёл на тренерскую работу в общество «Локомотив».
Его стараниями грозненская школа дзюдо стала одной из ведущих в стране. Им было подготовлено более 150 мастеров спорта, немало мастеров спорта международного класса, чемпионов и призёров первенств страны, победителей и призёров международных турниров. Были среди его воспитанников чемпионы и призёры чемпионатов Европы и мира.
В период перестройки ему стали поступать очень выгодные предложения из-за рубежа, но он не захотел уехать из республики.
Даже после начала войны продолжал тренировать спортсменов. Когда зал был разрушен, он перенёс тренировки в другое помещение, но тренировочный процесс не прекратил. Тренировки прервались только когда это стало совсем опасным. В конце концов был вынужден был уехать из Грозного. В 1998 году переехал в Георгиевск. Работал тренером в местной детско-юношеской спортивной школе.
Скончался 18 апреля 2000 года.
Он как-то сказал, что женится только после того, как его ученик станет олимпийским чемпионом. Его ученик Хасан Бисултанов стал олимпийским чемпионом через полгода после смерти своего тренера.

## Известные воспитанники
- Баиев, Хасан Жунидович — мастер спорта, чемпион США по самбо, чемпион США по боям без правил, обладатель чёрного пояса по дзюдо, Человек года в США, Великобритании и Японии, лауреат Международной премии «Врач Мира», меценат, пластический хирург;
- Вараев, Башир Магомедович — 4-кратный чемпион СССР, 4-кратный чемпион Европы, 3-кратный призёр чемпионатов мира, бронзовый призёр Олимпиады;
- Мараев, Умар Ахмедович — призёр чемпионатов СССР по самбо и дзюдо;
- Мараев, Хусейн Ахмедович — чемпион Спартакиады народов СССР, призёр чемпионата мира;
- Мациев, Ислам Хамзатович — 4-кратный чемпион России (1995—1997, 1999), многократный призёр чемпионатов России, Европы и мира, международных турниров, мастер спорта международного класса (1996);
- Хасан Бисултанов — турецкий дзюдоист чеченского происхождения, чемпион летних Олимпийских игр в Сиднее, серебряный призёр чемпионата мира 1999 года, чемпион Европы 1997 года, двукратный чемпион СССР, многократный чемпион Турции;
- Чапаев, Ваха Хасанович — заместитель министра спорта Чеченской Республики, Заслуженный тренер России.

## Награды и звания
- Заслуженный тренер СССР — 1991 год;
- Тренер года — 1991 год;
- Орден «Знак Почёта» — 1996 год.

## Память
- В Грозном[2] и Георгиевске[3] проводятся турниры памяти Феликса Куцеля;
- В 2013 году Чеченская государственная телерадиокомпания «Грозный» сняла фильм о Феликсе Куцеле «Тренер Божьей милостью»[1].